# Токта
Токта, Гіяс ад-Дін Токта (монг. Тохта, тат. Тукта — той, що тримає або утримує, нар. 1270 — пом. 1312) — хан Золотої Орди з 1291 до 1312 року.

## Життєпис

### Боротьба за владу
Походив з роду Чингізидів. Син хана Менгу-Тимура, праонук Бату-хана. Отримав підтримку з боку беклярбека Ногая, завдяки чому у 1291 році став ханом Золотої Орди. Із самого початку Токта вирішив знищити владу Ногая та зміцнити державу. Для цього став готуватися, намагаючись привернути на свій бік знать та заможних осіб держави.
З іншого боку Токта вирішив розбити союзників Ногая серед руських князів. Для цього у 1293 році спочатку відправив свого брата Тудана проти Брянського та Ліпецького князівств. Згодом Токта з армією рушив проти Тверського князівства, змусивши його володаря Дмитра Олександровича зректися влади. За цим завдав поразки Яку, правителю улуса Чимтая (Яїцька орда) — союзнику Ногая, а наступного року переміг Таджу (Такаджу), сина Яку, приєднавши улус Чимтая до власних володінь.
Після цього Токта почав збирати військо проти Ногая. Ногай, не знайшовши прихильників серед аристократії Золотої Орди, вирішив укласти союз з Ільханами. Це остаточно відвернуло від Ногая прихильників у державі. Скориставшись самостійними діями Ногая проти торгівців у Криму, Токта викликав того на ханський суд. Коли Ногай відмовився приїхати, то йому оголосили війну. Перша битва відбулася у пониззі річки Сіверський Донець наприкінці 1298 — на початку 1299 року. В ній переміг Ногай, який захопив землі до річки Дон. Вирішальна битва відбулася біля Кукамлика (Кагамлика) у сучасній Одеській області. В цій битві переміг хан Токта, а Ногай загинув. У 1303—1304 роках Токта продовжив приборкання ногайців — сина Чеку (Чака) та онука Турая. За допомогою короля Русі Юрія I він повністю переміг ворогів, поділивши їхні землі поміж Золотою Ордою та королівство Руським.

### Війна з Білою Ордою
Під час боротьби з нащадками Ногая хан Токта вирішив втрутитися у справи Білої Орди. Він підтримав хана Буяна проти його суперника Коблука, якому в свою чергу допомагали Чапар-хана та Дува-хана Чагатая. Здолавши останніх Токта відновив владу Буяна над Білою Ордою, яка стала залежною від Золотої Орди.

### Боротьба з Ільханами
У 1304 році Токта вирішив боротися проти володарів Ірану та Кавказу — Ільханів Хулагуїдів. Втім після декількох суточок боротьба між цими монгольськими володіннями припинилася. Тоді ж хан Токта відновив союз з мамлюкськими правителями Єгипту. Невдовзі налагоджено відносини з юанським імператором Оладжейту-Темуром, внаслідок чого Токта отримав володіння в окрузі Пін'янфу (провінція Шаньсі), що до 1263 року належало хану Батуїдам, а також округи Цзіньчжоу (провінція Ляонін) та Юнчжоу (провінція Хунань) зі щорічним доходом 2 400 дінів та титулом чжу-вана («князь третього ступеню»).
Водночас формально визнав владу династії Юань. Це був союз проти Чагатаїв та їхніх союзників Ільханів. Втім сили були досить рівними, й сторони не змогли здолати один одного. Після війни у вересні—жовтні 1308 року Токта уклав мир з Газі-ханом.

### Війна з Генуєю
У 1307 році виник конфлікт з італійськими купцями через активну торгівлю тюркськими рабами. Хан наказав заарештувати італійських мешканців Сарай-Бату, а згодом взяв в облогу Кафу. Генуезьці пручалися протягом року, але у 1308 році підпалили своє місто та залишили його. Відносини між італійцями та Золотою Ордою залишалася напруженими до 1312, смерті хана Токти.

### Внутрішня політика
Виснажливі війни за владу мали важкі наслідки для держави. Крим і Правобережжя Дніпра були розорені, чимало худоби загинуло, а пасовиськ — сплюндровано. Додалася ще й трирічна посуха, яка викликала справжній голод. Сучасники казали, що в пошуках їжі, деякі батьки погоджувалися продавати в рабство власних дітей.
Саме тому подальша діяльність Тохти насамперед була спрямована на відродження життя у розорених землях. Він заохочував розвиток господарства — не лише скотарства, а й землеробства і торгівлі, засновував в долинах річок та на перехрестях шляхів нові міста.
У 1310 році хан Токта провів грошову реформу, згідно з якою було уніфіковано карбування монет. Цим стали займатися лише хани Золотої Орди. Беклярібеки були позбавлені прав на це.

### Вірування
Народився напевне поганином. Під впливом беклярібека Ногая став доброзичливо ставитися до християн. За часів цього хана у столиці Золотої Орди існували представництва або єпископства як православних, так й католиків. Ймовірно були присутні також несторіанці. За деякими відомостями перед смертю хан Токта прийняв хрещення від католицьких місіонерів, його було поховано у францисканських одежах.

### Загибель
Загинув у 1312 році за загадкових обставин — потонув під час кораблетрощі на Волзі. За дейякими версіями — став жертвою змови серед власних придворних.